# Phallotoxine
Les phallotoxines sont un groupe d'au moins sept composés toxiques, tous étant des heptapeptides (constitués de sept acides aminés)  bicycliques, isolés de l'amanite phalloïde. Parmi ces sept composés, on compte la phalloïdine qui a été isolée en 1937 par Feodor Lynen, étudiant et beau-fils de Heinrich Otto Wieland (lui-même a isolé quelques années plus tard les amatoxines), et Ulrich Wieland de l'université de Munich,. Les six autres sont la prophalloïne, la phalloïne, la phallisine, la phallacidine, la phallacine et la phallisacine. Même si elles sont hautement toxiques pour le foie, les phallotoxines n'ont que peu de lien avec la toxicité de l'amanite phalloïde car elles ne sont pas absorbées par l’intestin. Par ailleurs, leur présence a aussi été détectée dans des champignons comestibles tels que l'amanite rougissante (Amanita rubescens).

## Structure chimique

Phalloïdine
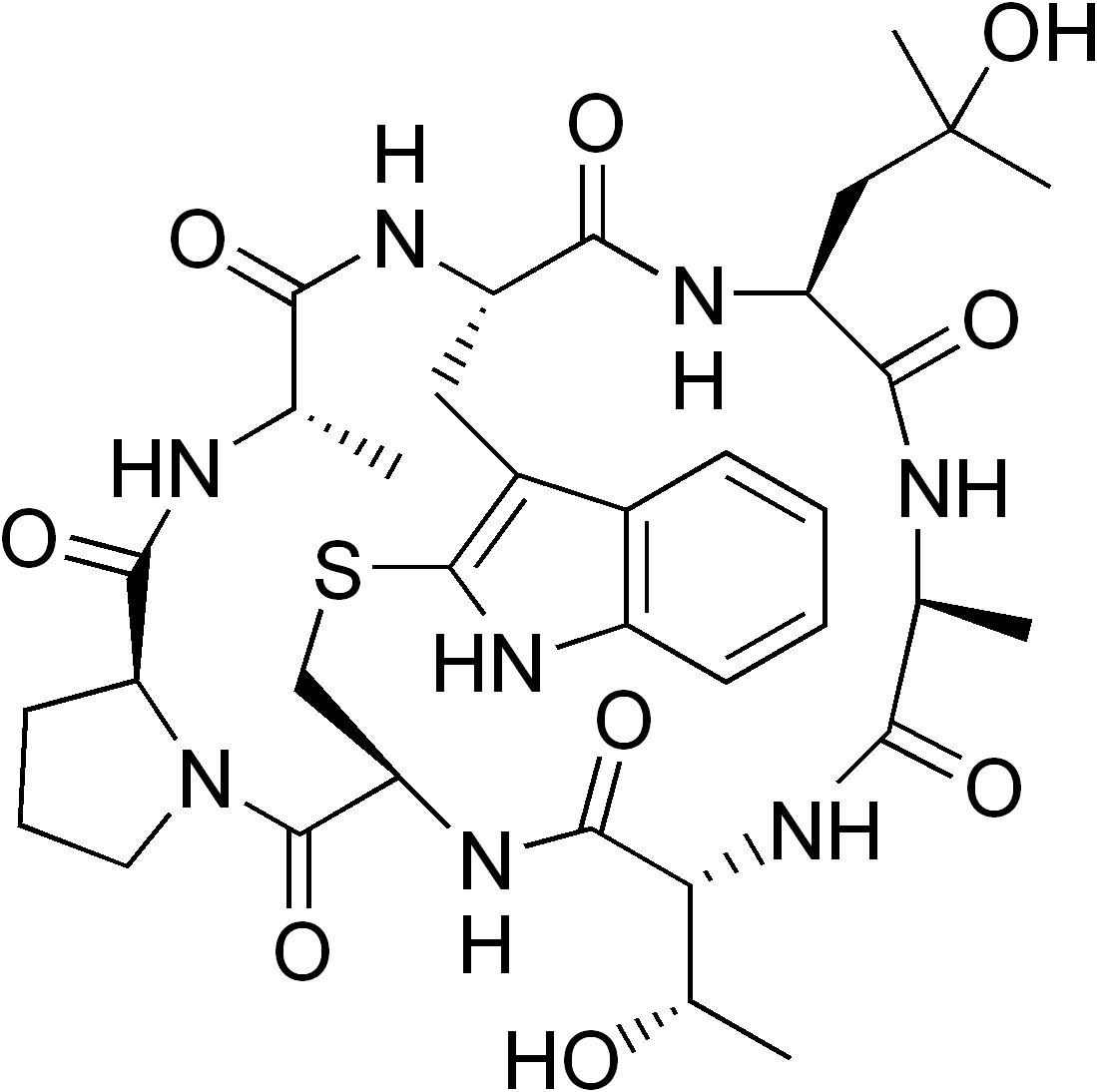
Prophalloïne
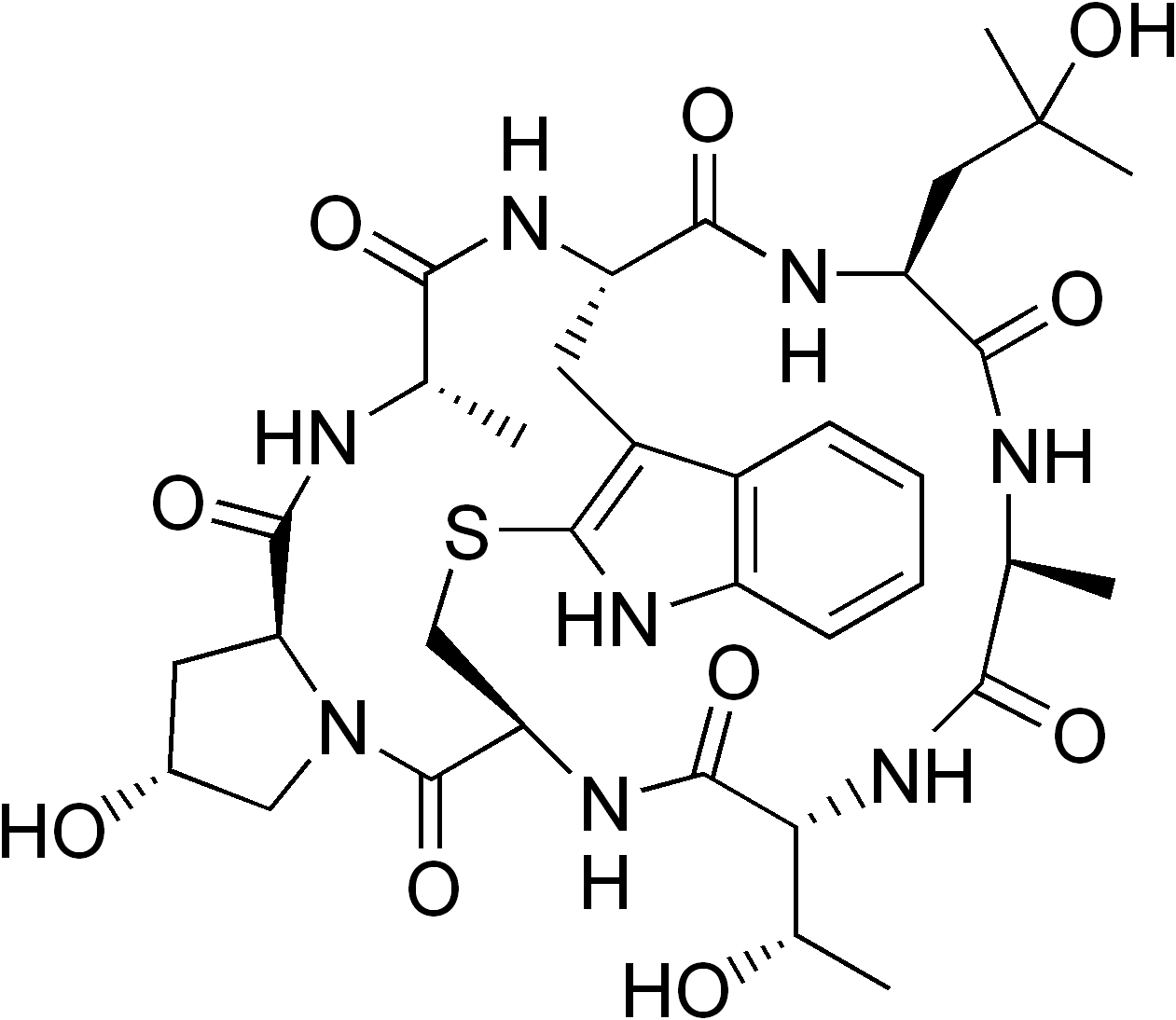
Phalloïne
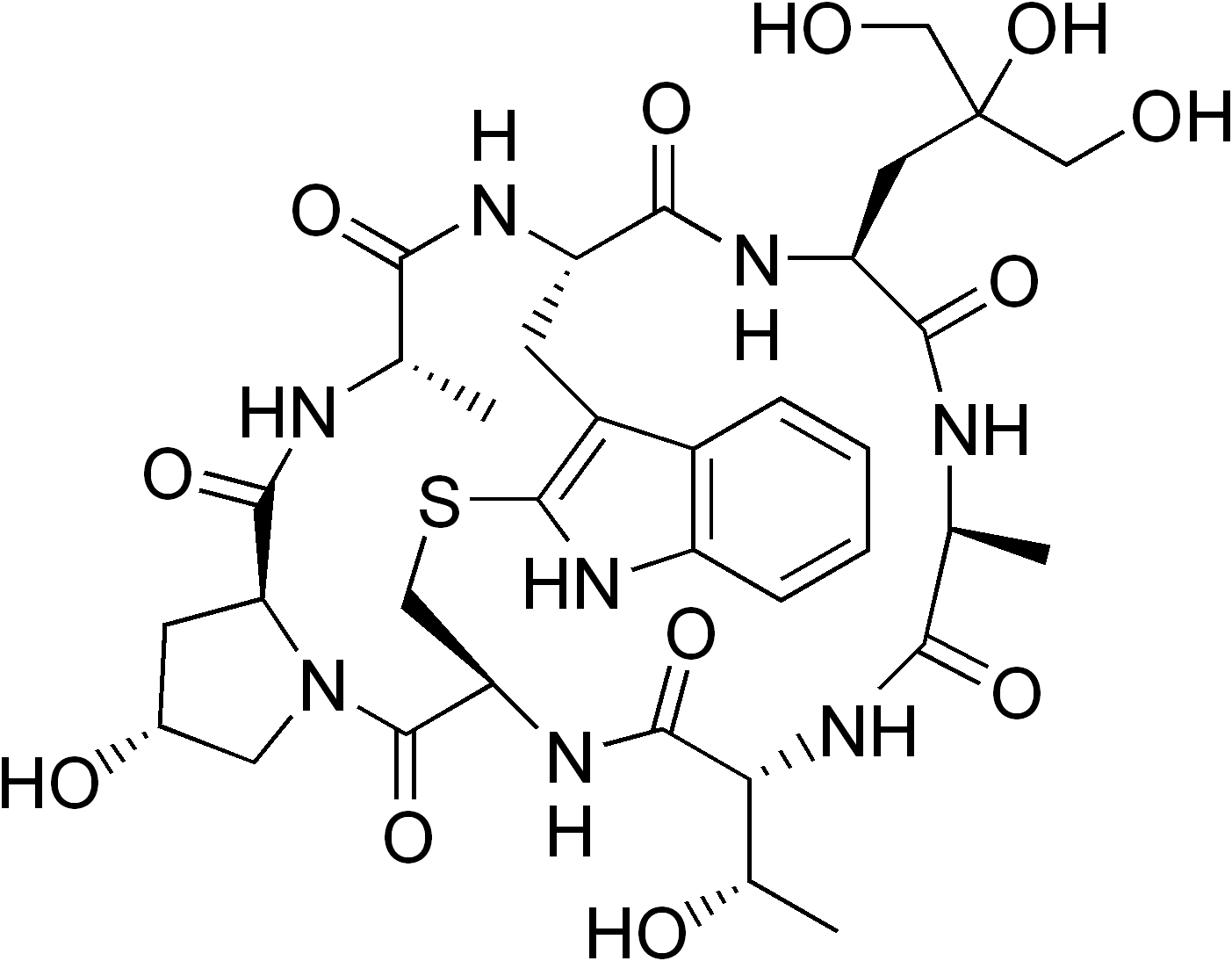
Phallisine
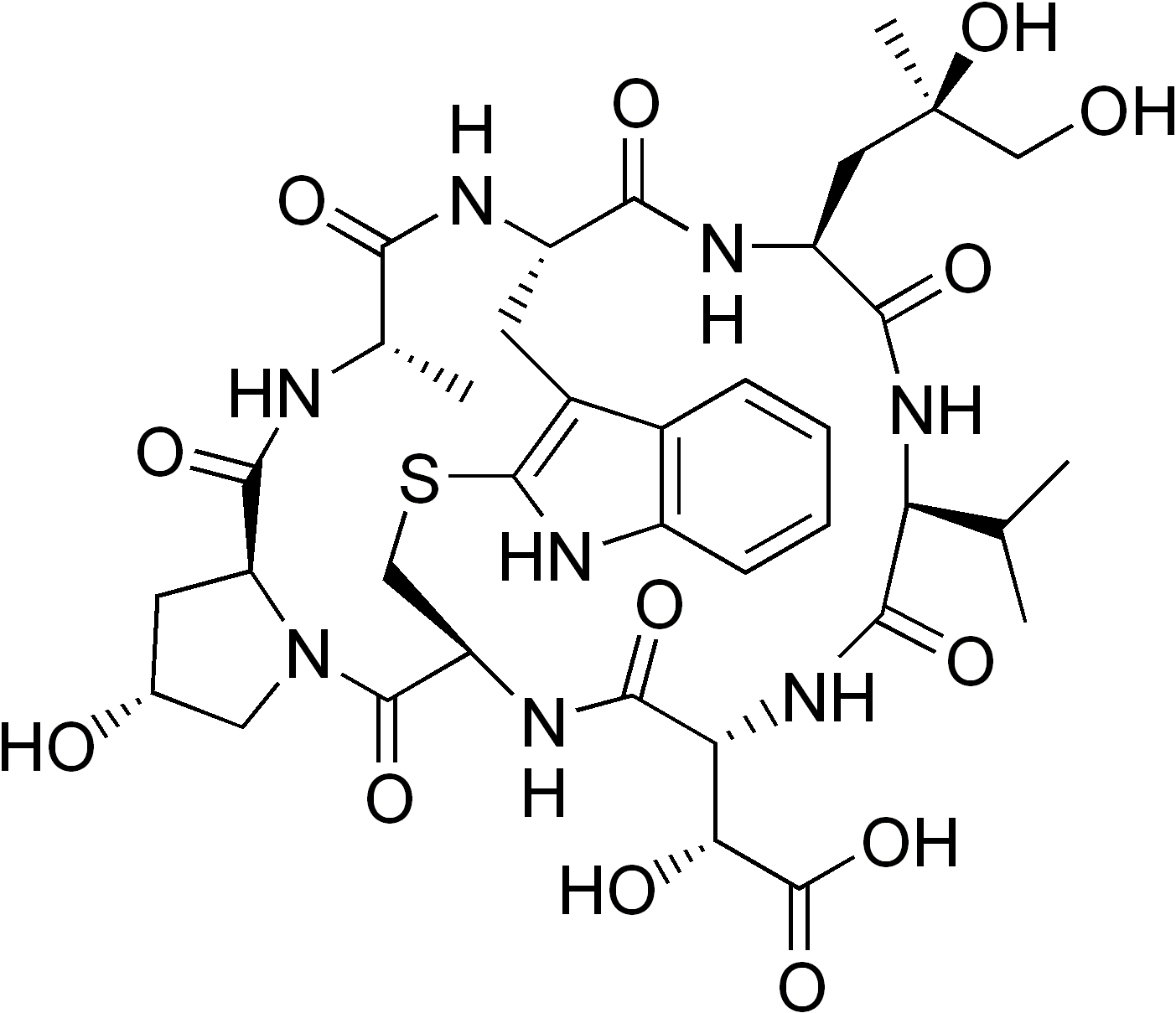
Phallacidine
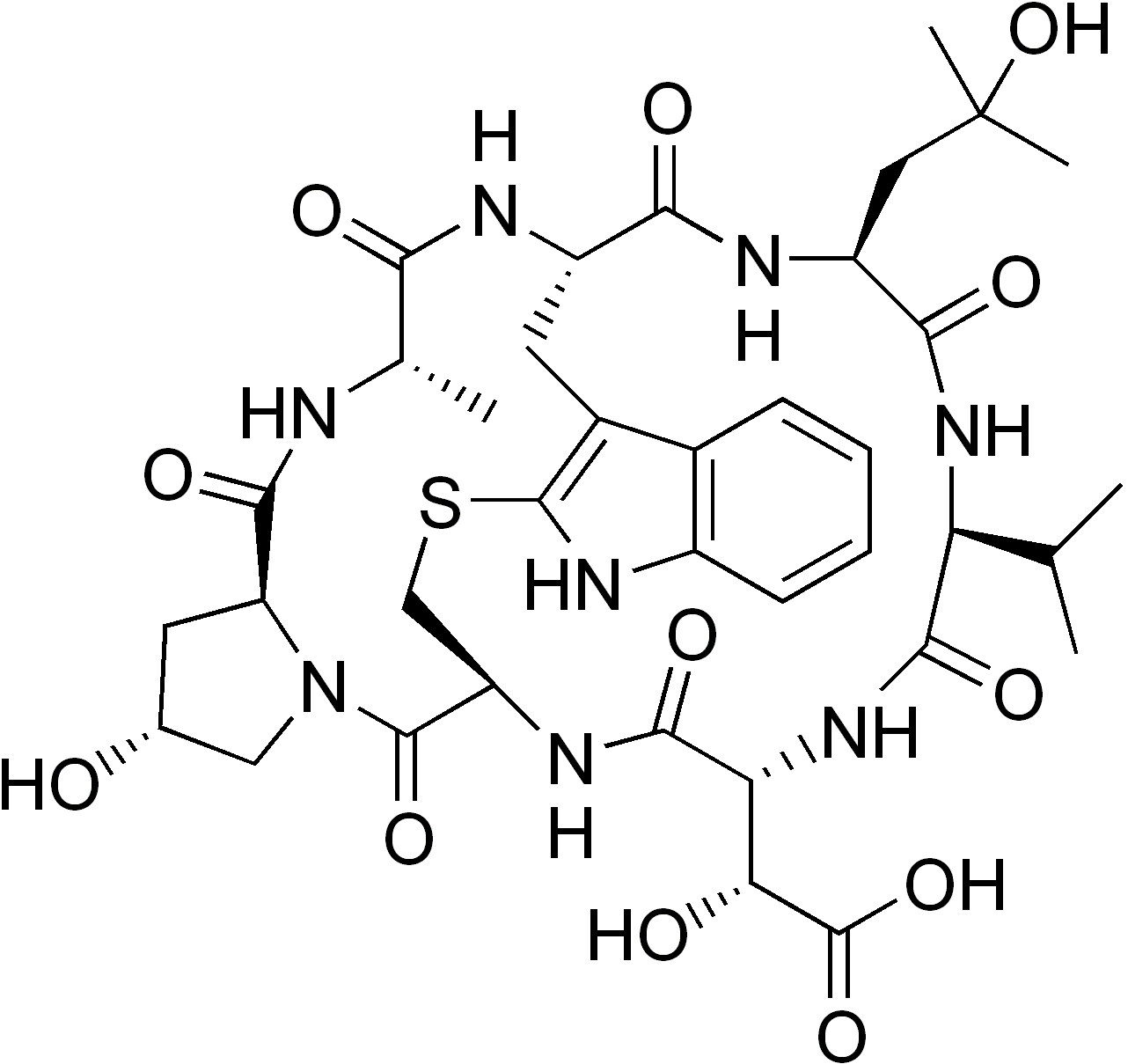
Phallacine
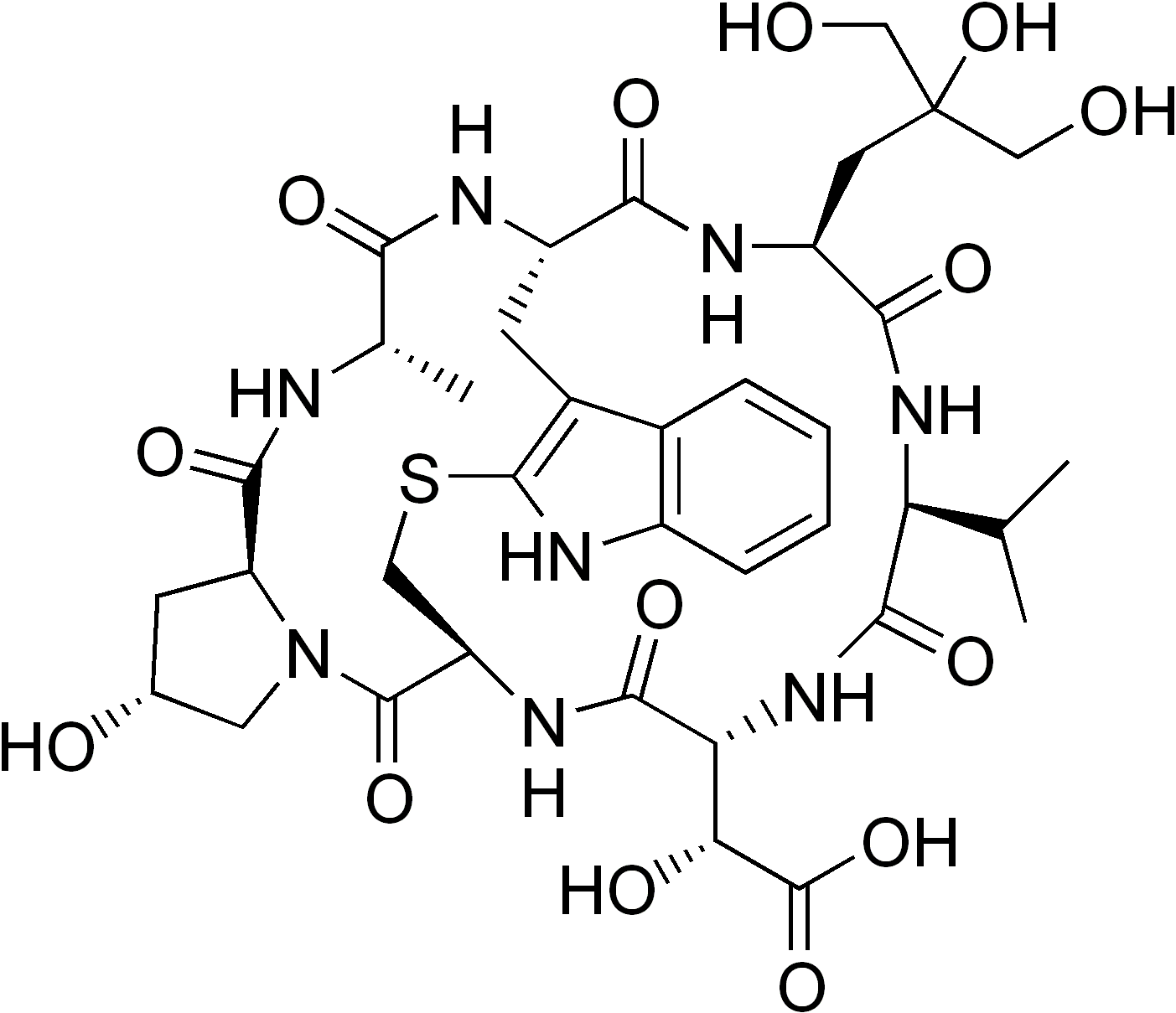
Phallisacine